# Французская кампания
Французская кампания или Падение Франции (также: Шестинедельная война) — военная операция стран Оси в Западной Европе с мая по июнь 1940 года, приведшая к разгрому французских, бельгийских и голландских вооружённых сил, а также эвакуации Британских экспедиционных сил из Франции и обеспечившая господство в Европе нацистской Германии и её союзников. План «Гельб» — кодовое название немецкого плана блицкрига против Бельгии, Нидерландов, Люксембурга; План «Рот» — против Франции.
Немецкие войска 10 мая 1940 года начали наступление на Францию, объявившую войну Германии ещё 3 сентября 1939 года в связи с нападением последней на Польшу. В результате стремительного наступления немецких войск, использовавших тактику молниеносной войны (блицкриг), англо-французские войска потерпели сокрушительное поражение, и 22 июня Франция вынуждена была подписать перемирие. В итоге, страны Бенилюкса и бо́льшая часть территории Франции была оккупирована вплоть до демаркационной линии. В ноябре 1942 года войска вермахта также оккупировали вишистскую Францию, завершив сухопутные операции на Западном фронте до начала высадки в Нормандии 6 июня 1944 года.
Путь немецких войск во Францию пролегал по землям Бельгии и Нидерландов, оказавшихся первыми жертвами агрессии. Немецкие войска быстро захватили их, и в дальнейшем, нанеся удар через Арденны, разбили и вынудили эвакуироваться на Британские острова выдвинувшиеся на помощь части французских войск и Британский экспедиционный корпус.
В результате Германии удалось кардинально изменить стратегическую ситуацию в Европе, вывести из войны Францию и изгнать с континента британскую армию. Также был получен плацдарм для действий немецкой авиации против Великобритании и возможной высадки немецкой армии на Британские острова.

## Предыстория
См. также Странная война, Датско-Норвежская операция
3 сентября 1939 года в ответ на нападение нацистской Германии на Польскую Республику Великобритания и Франция объявили Германии войну: локальная польско-германская война явилась катализатором начала Второй мировой войны. Во Франции, за укреплённой линии Мажино, расположилась франко-британская армия, а у линии Зигфрида сконцентрировалась немецкая армия. Но военные действия ограничивались лишь частными операциями на море. На границе Франции и Германии царила странная тишина: огромные армии стояли лицом друг к другу, но сражений не было, только кое-где завязывались случайные перестрелки (13 сентября французы продвинулись вперёд, но без давления немцев отступили). Этот период войны (сентябрь 1939 — апрель 1940) вошёл в историю как Странная война.
С началом советско-финской войны 30 ноября 1939 года в правительствах Великобритании и Франции стали разрабатываться планы помощи Финляндии и военных действий против СССР. Намечались высадка экспедиционного корпуса в Норвегии и авиаудары по бакинским нефтепромыслам. Но окончание советско-финской войны 12 марта 1940 положило конец этим планам.
9 апреля 1940 года немецкие войска вторглись в Данию и Норвегию. Дания сразу же капитулировала, но норвежская армия оказала противнику сопротивление, а 14 апреля в Норвегии высадился англо-французский морской десант. Завязались ожесточённые бои, которые могли привести к затяжной войне. От немцев был освобождён даже захваченный ранее Нарвик, но дальнейшему наступлению антигерманских сил помешало начавшееся 10 мая немецкое наступление на Францию, Бельгию, Королевство Нидерланды и Люксембург.

## Расстановка сил

### Германия
К началу мая на западных границах Германии находилось 104 пехотных, 9 моторизованных и 10 танковых дивизий, в общей сложности насчитывавших 2,5 миллиона солдат и офицеров. Все эти силы были разделены на три группы армий (перечислены в порядке их расположения с севера на юг):
- Группа армий «B» (генерал-полковник Федор фон Бок) состояла из двух армий: 18-й и 6-й армий.
  - 18-я армия состояла из девяти пехотных, одной танковой и одной кавалерийской дивизии. Командующий — генерал-полковник фон Кюхлер. 18-я армия была северным крылом группы армий «B».
  - 6-я армия состояла из четырнадцати пехотных и двух танковых дивизий. Командующий — генерал-полковник фон Рейхенау.

Группа армий «B» располагалась от Северного моря до Ахена.
- Группа армий «А» (генерал-полковник Герд фон Рундштедт) состояла из четырёх армий:
  - 4-я армия генерал-полковника фон Клюге (двенадцать пехотных и две танковые дивизии)
  - 12-я армия генерал-полковника Листа (одиннадцать пехотных дивизий)
  - 16-я армия генерала пехоты Буша (пятнадцать пехотных дивизий)
  - 2-я армия генерал-полковника фон Вейхса
  - танковой группы, включавшей в себя бо́льшую часть немецких танков (2488 машины (см. таблицу), из которых средних танков Pz III и Pz IV было всего 349 и 281 соответственно, а остальные являлись лёгкими Pz I и Pz II, а также танки чешского производства Panzer 35(t) и Panzer 38(t)). Эта группа расположилась между Ахеном и Саарбургом.
- Группа армий «C» (генерал-полковник Вильгельм Йозеф фон Лееб) состояла из двух армий:
  - 1-я армия генерал-полковника фон Вицлебена
  - 7-я армия генерала артиллерии Долльмана, расположившихся в восточной Лотарингии и вдоль Рейна.

Воздушное прикрытие осуществляли 2478 самолётов, в основном современных и превосходивших по тактико-техническим характеристикам ВВС союзников. Авиация была разделена на две группы:
- 3-й воздушный флот под командованием генерал-полковника Шперле
- 2-й воздушный флот генерал-полковника Кессельринга.

Общее командование осуществлял Гитлер, начальником штаба являлся Вильгельм Кейтель, а непосредственное командование осуществлял генерал Вальтер фон Браухич.
Основным танковым соединением кампании была «танковая группа Клейста» под командованием Эвальда фон Клейста в составе двух танковых и одного моторизованного корпусов: XIX (командующий — Гейнц Гудериан), XV (Герман Гот) и XXXI (Георг Райнхардт). В состав группы входили пять из десяти танковых дивизий, имевшихся к тому времени в Германии и пять моторизованных дивизий. Группа имела на вооружении 1250 единиц бронетехники (танков и бронетранспортёров).
Всего на Западном фронте Германия имела 35 танковых батальонов в составе 10 танковых дивизий, 2488 танка, из них:
- PzKpfw I — 643 единицы;[3]
- PzKpfw II — 880 единиц;[3]
- PzKpfw III — 349 единиц;[3]
- PzKpfw IV — 281 единица;[3]
- Pz.Kpfw.35(t) — 128 единиц;[3]
- Pz.Kpfw.38(t) — 207 единиц;[3]

Также было 187 командирских танков:
- Pz.Bef. (малый командирский танк (танкетка) на шасси PzKpfw I) — 148 единиц;[3]
- Panzerbefehlswagen III (командирский танк на шасси PzKpfw III) — 39 единиц[26].

Из 177 САУ было:
- Panzerjäger I — 117 единиц;[3]
- StuG III — 24 единицы;[3]
- Sturmpanzer I — 36 единиц[27]

После войны с Польшей модернизации подвергся авиационный парк немецких ВВС. Разведывательные самолёты типа «Хейнкель-45» и «Хейнкель-46» были сняты с вооружения. Особый упор был сделан на модернизацию пикирующих бомбардировщиков, истребителей и самолётов дальней разведки, обладавших большой скоростью и дальностью полёта. «Юнкерс-86» убрали с фронта, хотя высотные экземпляры остались как разведчики. Бомбардировщики «Юнкерс-87», «Хейнкель-111» получили более мощные моторы. Большое внимание уделялось производству самолётов новых образцов: стал производиться «Юнкерс-88».

### Поступления в войска во время кампании
Во время кампании в действующие части Вермахта поступило 244 танка:
- PzKpfw I — 48 единиц;
- PzKpfw II — 35 единиц;
- PzKpfw III — 71 единица;
- PzKpfw IV — 19 единиц;
- Pz.Kpfw.35(t) — 35 единиц;
- Pz.Kpfw.38(t) — 36 единиц;

А также командирских танкеток:
- Pz.Bef. — 44 единицы.

Таким образом, общее количество танков и САУ Германии, участвовавших во Французской кампании — 2909 машин.

### Франция и её союзники
Французские войска насчитывали более 2 миллионов человек и 3101 танк (в том числе 470 самых современных средних Somua S35 и B1bis), входившие в 4 бронетанковые (division cuirassée), 5 лёгких механизированных (division légère mécanique) и 74 других дивизий. 10 мая французская армия имела на северо-восточном фронте 24 пехотные дивизии, 7 моторизованных (division d’infanterie motorisée), 20 резервных дивизий первой очереди, 16 резервных дивизий второй очереди, 5 лёгких кавалерийских дивизий (division légère de cavalerie), 4 отдельные кавалерийские бригады, 3 бронетанковые дивизии, 3 лёгкие механизированные дивизии, 1 польскую пехотную дивизию и крепостные (division d’infanterie de forteresse) дивизии линии Мажино, общей численностью 13 дивизий. Против Италии на Альпийском фронте находились 4 пехотные и 3 крепостные дивизии под командованием генерала Рене Ольри. В Северной Африке находились ещё 7 пехотных и одна кавалерийская дивизия. Резерв главного командования составлял 14 дивизий и находился за центральным участком фронта в районе Шалон-на-Марне, Сен-Кантен.
Кроме того, английские силы во Франции составляли двенадцать дивизий, из которых девять располагались вдоль бельгийской границы, одна действовала на Саарском фронте для получения боевого опыта, и ещё две дивизии не были полностью оснащены и обучены, находились во французских учебных лагерях и не могли считаться боеспособными.
Французские и британские силы на северо-восточном фронте были распределены по трём группам армий:
- Первая (генерал Гастон Бийот) занимала участок от Ла-Манша до Монмеди и состояла из четырёх армий и Британского экспедиционного корпуса (генерал Джон Горт). Французские армии: 2-я (две кадровые пехотные дивизии, одна резервная дивизия первой очереди, две резервные дивизии второй очереди, две с половиной кавалерийские дивизии), 9-я (одна кадровая пехотная дивизия, две резервные дивизии первой очереди, две резервные дивизии второй очереди, две с половиной кавалерийские дивизии), 1-я (три кадровые пехотные дивизии, одна резервная дивизия первой очереди, две лёгкие механизированные дивизии), 7-я (одна кадровая пехотная дивизия, две моторизованные пехотные дивизии, две резервные дивизии первой очереди, одна лёгкая механизированная дивизия, одна резервная дивизия второй очереди). Кроме того, Британский экспедиционный корпус состоял из 9 дивизий.
- Вторая (генерал Андре Гастон Претела), в составе трёх армий — 8-й (три кадровые пехотные дивизии и четыре резервные дивизии), 5-й (пять кадровых пехотных дивизий, три резервные дивизии первой очереди и одна — второй очереди) и 3-й армии (две кадровые дивизии, одна резервная дивизия первой очереди, одна резервная дивизия второй очереди и две с половиной кавалерийские бригады), занимала позиции вдоль линии Мажино — от Монмеди до Эпиналя;
- Третья (генерал Бессон) занимала непосредственно укрепления линии Мажино

Главнокомандующим являлся генерал А. Ж. Жорж, в свою очередь подчинявшийся главнокомандующему объединёнными силами генералу Морису Гюставу Гамелену.
Французское командование уделяло много внимания состоянию и боевой подготовке своей сухопутной армии. Однако несмотря на это по своим тактическим возможностям французские вооружённые силы значительно уступали немецким войскам. Противотанковая и противовоздушная оборона была лишь незначительно улучшена со времени начала войны. Зенитные подразделения пехотных соединений все ещё были на конной тяге. Зенитная артиллерия среднего калибра больше чем наполовину состояла из пушек времён первой мировой войны.
О моральном состоянии сухопутных войск говорится в докладной записке французского генерального штаба, составленной после разгрома французской армии:

«До 10 мая боевой дух войск был удовлетворителен, хотя и недостаточно высоким. Не хватало зажигающего воодушевления и решительности. Чувство готовности к выполнению своего долга любой ценой не проявлялось даже в лучших частях с желательной ясностью и твердостью…
Эта армия с большими материальными и духовными недостатками противостояла противнику, который был достаточно оснащён танками и противотанковым оружием, прикрывался и поддерживался мощной авиацией и имел твердую волю к победе»
— Типпельскирх, Курт, фон История Второй мировой войны.
Бельгийские войска под командованием короля Леопольда III номинально насчитывали 600 тысяч человек (18 пехотных, 2 кавалерийские и 2 арденнские егерские дивизии самокатчиков). Двенадцать пехотных дивизий были вооружены достаточно хорошо, остальные шесть могли оцениваться лишь как слабо оснащённые резервные дивизии. В целом армия не была подготовлена к ведению манёвренной войны.
Армия Бельгии располагала примерно тремя сотнями лёгких танков:
- T-13 — лёгкий танк, вооружённый 47-мм пушкой (252 машины): по 12 танков на пехотную дивизию, по 18 на кавалерийскую дивизию, по 12 в двух пограничных ротах и ещё 12 в танковой роте Намюрского укрепрайона.
- T-15 — лёгкий танк, вооружённый 13,2-мм пулемётом «Гочкис» (42 машины).
- A.C.G. 1 — лёгкий танк французского производства (8 единиц).

Данные по количеству танков в разных источниках несколько различаются, что может быть связано с учётом наличных или только боеготовых машин или же по их фактическому/штатному количеству.
Распределены бронемашины были следующим образом:
- 1-я, 2, 3, 4, 7, 8, 9, 10, 11 пехотные дивизии — по 12 T-13;
- 1-я дивизия арденнских егерей — 3 T-15 и 48 T-13;
- 2-я дивизия арденнских егерей — 3 T-15;
- Отдельная пограничная велосипедная рота — 12 T-13;
- 8-я пограничная велосипедная рота — 12 T-13;
- Рота Намюрского укрепрайона — 12 T-13;
- 1-я и 2-я кавалерийские дивизии — по 18 T-15 и 18 T-13;
- Эскадрон бронемашин кавалерийского корпуса (Escadron d’auto-blindees du corps de cavalerie) — 8 Renault ACG-1. Бельгийские ACG1 имели модифицированную башню, куда вместо пулемёта MAC31 калибра 7,5 мм устанавливался пулемёт 13,2 мм.
- Автотанковая учебная школа Borsbeek под Антверпеном — 1 Т-15[30].

Преимуществом бельгийцев была сложная и разветвлённая сеть каналов, благодаря которым они рассчитывали затормозить наступление немецкой армии.
Нидерландские вооружённые силы под командованием генерала Генри Винкельмана составляли 400 тысяч человек. Это были удовлетворительно оснащённые восемь дивизий, одна лёгкая дивизия, три смешанные бригады и несколько пограничных батальонов. Танков не было совсем, войска имели в расположении только 33 бронеавтомобиля и 5 танкеток: 14 M36 в первом эскадроне бронеавтомобилей и 12 M38 во втором, и ещё 7 Paw. M39 и 5 танкеток Carden-Loyd Mk VI в остальных частях. Правда армия имела большое количество автомобилей и огромное количество велосипедов.
Всего 10 мая 1940 года на Западном фронте Союзники имели 3687 танков (из которых 3101 — французских).
Из 3101 французских танков:
| Тип              | Изображение | Назначение                 | Количество | Вооружение                                                              |
| ---------------- | ----------- | -------------------------- | ---------- | ----------------------------------------------------------------------- |
| AMR 33           |             | лёгкий танк                | 91         | 1 × 7,5-мм Reibel mle1931                                               |
| AMR 35 ZT        |             | лёгкий танк                | 168        | 1 × 13,2-мм Hotchkiss mle1929 или 1 × 7,5-мм Reibel mle1931             |
| AMR 35 ZT2 / ZT3 |             | лёгкий танк                | 20         | 1 × 25-мм SA35 L/47 в башне для ZT2 или в рубке для ZT3                 |
| FT-17 / FT-18    |             | лёгкий пехотный танк       | 462        | 1 × 37-мм SA18 L/21 или 1 × 7,5-мм Reibel mle1931                       |
| H35 / H38        |             | лёгкий пехотный танк       | 328        | 1 × 37-мм SA18 L/21                                                     |
| H39              |             | лёгкий пехотный танк       | 474        | 1 × 37-мм SA38 L/33                                                     |
| R35 / R39        |             | лёгкий пехотный танк       | 945        | 1 × 37-мм SA18 L/21 для R35 или 1 × 37-мм SA38 L/33 для R39             |
| FCM 36           |             | лёгкий пехотный танк       | 90         | 1 × 37-мм SA18 L/21                                                     |
| S35              |             | средний кавалерийский танк | 264        | 1 × 47-мм SA35 L/34                                                     |
| D2               |             | средний пехотный танк      | 45         | 1 × 47-мм SA34 L/21 для 1-й серии или 1 × 47-мм SA35 L/34 для 2-й серии |
| B1bis            |             | тяжёлый пехотный танк      | 206        | 1 × 75-мм SA32 L/17 в рубке и 1 × 47-мм SA35 L/34 в башне               |
| Char 2C          |             | сверхтяжёлый танк          | 8          | 1 × 75-мм mle1897 L/36                                                  |

Также в охранных частях французской армии (аэродромы, склады и т.д) находилось:
- Renault FT-17 / FT-18 — 600 единиц;

Из 308 британских танков:
| Тип            | Изображение | Назначение            | Количество | Вооружение                                          |
| -------------- | ----------- | --------------------- | ---------- | --------------------------------------------------- |
| Vickers Mk. VI |             | лёгкий танк           | 208        | 1 × 12,7-мм Vickers .50                             |
| Matilda I      |             | лёгкий пехотный танк  | 77         | 1 × 12,7-мм Vickers .50 или 1 × 7,7-мм Vickers .303 |
| Matilda II     |             | средний пехотный танк | 23         | 1 × 40-мм QF 2-pounder L/50                         |

Из 278 бельгийских танков:
| Тип   | Изображение | Назначение                        | Количество | Вооружение                    |
| ----- | ----------- | --------------------------------- | ---------- | ----------------------------- |
| T-13  |             | лёгкий танк / противотанковая САУ | 228        | 1 × 47-мм F.R.C. Mod.31 L/33  |
| T-15  |             | лёгкий танк                       | 42         | 1 × 13,2-мм Hotchkiss mle1929 |
| ACG-1 |             | лёгкий танк                       | 8          | 1 × 47-мм F.R.C. Mod.31 L/33  |

Голландская армия не имела танков, а всего 33 бронеавтомобиля и 5 танкеток:
- Paw. M36 — 12 единиц;[3]
- Paw. M38 — 14 единиц;[3]
- Paw. M39 — 7 единиц;
- Carden-Loyd Mk VI — 5 единиц.

### Поступления в войска во время кампании
Французские танки и САУ, поступившие в войска во время кампании (685 машин):
- AMC 35 — 47 единиц;
- H39 — 75 единиц;
- R35 / R39 — 106 единиц;
- R40 — 130 единиц;
- D1 — 45 единиц;
- Somua S35 — 64 единицы;
- B1 — 17 единиц;
- B1bis — 131 единица (не считая 6 безбашенных танков);
- Laffly W15 TCC — 70 единиц;
- Laffly S20TL — несколько машин.

16-17 мая прибыла 1-я бронетанковая дивизия из Великобритании (284 танка):
- Vickers MkVIB — 134 единицы;[3]
- Cruiser MkI — 24 единицы;[3]
- Cruiser MkII — 31 единица;[3]
- Cruiser MkIII и Cruiser MkIV — 95 единиц.[3]

Таким образом, общее количество танков и САУ Союзников, участвовавших во Французской кампании — 4656 машин.

## Планы сторон

### Германия
Немецкий план наступления на Францию, Бельгию и Нидерланды назывался «Гельб» (нем. Fall Gelb — жёлтый), был разработан ОКХ на основе предложения начальника штаба группы армий «A» генерала Манштейна, поддержанного Гитлером, и предусматривал связывание основных сил англо-французской армии ударами группы армий «B», в то время как основной прорыв планировалось осуществить южнее — через Арденнские горы группой армий «A» (основной ударной силой вермахта) — с последующим выходом к берегу Атлантического океана в районе Абвиля и окружения англо-французских сил, находившихся севернее прорыва.
Основной задачей Группы армий «В» (18-я и 6-я армии) было сковать силы противника, захватить Нидерланды и Бельгию, быстро прорвать пограничные укрепления, захватить «Крепость Голландию» и помешать наступлению англо-французской армии, которая предположительно могла войти в Бельгию левым крылом.
18-я армия — северное крыло Группы армий «В» — должна была небольшими силами действовать против северо-восточных провинций Голландии, а основными силами прорвать позицию Эйссел и линию Пел по обе стороны нижнего Рейна и реки Маас с целью атаковать затем «Крепость Голландию» с востока и юга. Чтобы быстро вывести из строя голландскую армию, было необходимо помешать ей организовать планомерную оборону на восточных и южных рубежах «крепости», которые могли быть легко усилены при помощи затоплений. Для этой цели были выделены 22-я пехотная дивизия генерала Шпонека, обученная и оснащённая как воздушно-посадочная дивизия, и 7-я авиадесантная дивизия генерала Штудента. Воздушно-десантные войска должны были высадиться внутри «Крепости Голландия» между Лейденом и Роттердамом, чтобы сковать в этом районе силы противника, а парашютисты, сброшенные южнее Роттердама, — захватить большой железнодорожный и шоссейный мост через реку Маас близ Мурдейка и удерживать его до подхода основных сил. Поскольку для успеха первого удара 18-й армии в районе южнее Ваала решающее значение имел захват как можно большего количества неповреждённых мостов через реку Маас севернее Маастрихта, для этой цели были тщательно подготовлены специальные мероприятия.
Южнее 18-й армии, через узкий коридор между Рурмондом и Льежем, должна была продвигаться 6-я армия. При этом нужно было преодолеть такие препятствия, как река Маас и хорошо обороняемый канал Альберта. Канал в южной части, которую требовалось форсировать в первую очередь, был защищён с фланга мощным фортом Эбен-Эмаэль, поэтому планировался немедленный захват этого форта воздушно-десантными войсками. В случае прорыва 6-й армией фронта между Маастрихтом и Льежем ей открывался путь на Брюссель. Тогда танковый корпус Гёпнера (3-я и 4-я танковые дивизии), входивший в 6-ю армию, должен был быстро выдвинуться вперёд, чтобы в районе севернее рек Маас и Самбра заранее выйти навстречу флангу противника, который, как предполагалось, начнёт продвигаться в Бельгию. Крепость Льеж должна была быть блокирована только с севера, так, чтобы она не могла создать угрозу для флангов продвигающейся на запад армии. Успешное выполнение своей задачи 6-й армией — энергичными действиями сковать силы бельгийцев и союзников, спешно стягивающихся к ним для оказания поддержки — имело решающее значение для успеха всей операции. От быстроты этих действий зависело, как скоро выходящие вперёд армии противника потеряют свободу действий.
На Группу армий «А» (4-я, 12-я, 16-я, 2-я армии, танковая группа фон Клейста) была возложена решающая задача первой фазы Французской кампании. Группе армий предстояло вторгнуться на территорию Бельгии и первоначально продвигаться медленно, дав возможность союзникам прийти на помощь бельгийцам, а затем совершить бросок через Арденнский лес и ущелье Стене во Францию, далее продвигаться к Кале и побережью Атлантического океана, подставив окружённые в Бельгии англо-французские и бельгийские войска под удар группы армий «В». Далее группа армий «А» должна была уничтожить французские войска, находящиеся у линии Мажино, и соединиться с группой армий «С».
Наступавшая справа 4-я армия должна была прорвать приграничную оборону бельгийцев и затем, прикрывая наступающие южнее войска со стороны Льежа, как можно скорее выйти к реке Маас, правым флангом у Динана, левым — в районе Живе. За 4-й армией располагался танковый корпус Гота (5-я и 7-я танковые дивизии). Сразу после прорыва бельгийской приграничной обороны он должен был переправиться через Маас в полосе наступления 4-й армии.
Наступавшая южнее 12-я армия, предположительно, должна была столкнуться с наиболее труднопроходимыми участками местности, зато вначале им было легко продвигаться через не оборонявшийся Люксембург. Предполагалось, что сопротивление на бельгийско-люксембургской границе будет легко сломлено. Однако в дальнейшем следовало считаться с возможностью того, что в Южной Бельгии придётся вести бои с брошенными навстречу французскими силами. Эти силы было необходимо атаковать и с ходу отбросить. После этого войска должны были форсировать реку Маас между Живе и Седаном. В полосе наступления 12-й армии должна была действовать основная ударная сила танковых войск — танковая группа генерала фон Клейста.
Задачу прикрытия 12-й армии и танковой группы фон Клейста с юга должна была выполнять 16-я армия. 16-я армия должна была обеспечить прикрытие левого крыла наступающих севернее войск прорыва, начиная от реки Мозель. По мере продвижения танкового клина на запад прикрытие наступающих войск с юга осуществлялось сначала у люксембургской и бельгийской южной границы с целью воспрепятствовать контратакам противника со стороны линии Мажино, а впоследствии — на противоположном берегу Мааса. Для этого 16-я армия должна была пройти через южную часть Люксембурга и затем развернуть свои соединения фронтом на юг.
Западнее Мааса левый фланг ударного клина вначале должны были обеспечивать моторизованные дивизии, действовавшие совместно с танковыми корпусами. Их как можно скорее должны были сменить наступавшие за ними пехотные дивизии 12-й армии и дивизии резерва главного командования, чтобы моторизованные дивизии могли продвинуться вперёд и снова приступить к выполнению своей задачи по обеспечению фланга. Западнее Мааса прикрытие, создававшееся на реке Эна фронтом на юг, планировалось продлить к западу до Соммы и таким образом остановить возможные контрудары французов как можно дальше к югу и на хорошо оборонявшихся водных рубежах.
Для обеспечения снабжения и продвижения подвижных соединений в полосе наступления 4-й и 12-й армий планировалось провести особые мероприятия для улучшения сообщения через труднопроходимые Арденны. После преодоления трудной горной местности и реки Маас подвижные соединения могли использовать густую и отлично содержавшуюся французскую дорожную сеть.
Группа армий «C» в составе 1-й армии, расположенной против линии Мажино, и 7-й армии, находившейся на Рейне, должна была активными разведывательными действиями и имитацией приготовлений к наступлению сковать на этих участках фронта как можно более крупные силы противника.
На авиацию возлагалась задача прежде всего уничтожить вражескую авиацию на аэродромах или в воздушном бою для того, чтобы потом беспрепятственно ударами по коммуникациям противника затруднить оперативные передвижения войск противника и оказывать поддержку своим сухопутным войскам, ведущим бои на основных направлениях. Для этого в полосе наступления группы армий «A» действовал 3-й воздушный флот генерал-полковника Шперле, а в полосе группы армий «B» — 2-й воздушный флот генерал-полковника Кессельринга.
Продуманный и тщательно проработанный план германского командования предвосхищал ход событий и далеко выходил за рамки первой встречи с главными силами противника. Он строился на чрезвычайно смелых действиях, успех которых зависел от многих случайностей и имел долю авантюризма, так как предусматривал проход огромных масс танков через Арденнские горы, что было технически сложно и ставило немецкие бронетанковые войска в уязвимое положение. Однако огромное значение имели состояние и моральный дух немецких войск. С осени 1939 года их численность и техническая оснащённость значительно возросли. Боевая подготовка и вооружение всех соединений, особенно сформированных с началом или вскоре после начала войны, стали намного лучше. Моральный дух за истекшее с начала войны полугодие значительно повысился. Войска питали доверие к командованию и были уверены в своих высоких боевых качествах. Всё это делало план германского командования хоть и крайне рискованным, но вполне осуществимым.

### Франция и её союзники
Французские и британские вооружённые силы располагались почти равномерно вдоль всей границы, но основная масса хорошо вооружённых и технически оснащённых дивизий находилась на северном фланге. Нежелание оставлять вооружённые силы Бельгии и Нидерландов один на один с германскими вооружёнными силами и желание перехватить удар немецких войск по возможности дальше на восток вдали от французской границы и побережья оказывало решающее значение на планы союзников. 2-я группа армий имела чисто оборонительную задачу — удерживать линию Мажино. 1-я группа армий, кроме 2-й армии, в случае наступления немецких войск через Бельгию и Голландию должна была немедленно пересечь границу с Бельгией, выступить в северо-восточном направлении и овладеть рубежом Маас — Диль. 2-я армия должна была оборонять продолжение линии Мажино между городами Лонгийон и Седан и выдвинуть крупные силы кавалерии через Южную Бельгию к Люксембургу. Примыкающая к 2-й армии 9-я армия должна была одновременно с наступлением кавалерии через реку Маас выйти к этой реке и оборонять её на участке между Седаном и укреплённым районом Намюр. Располагавшаяся левее 1-я армия должна была, продвигаясь севернее реки Самбра, оборонять район между Намюром и Вавром на реке Лис. Примыкавший к этой армии английский экспедиционный корпус выходил к реке Диль на участке Вавр — Лёвен. Находившаяся западнее остальных 7-я армия имела задачу форсировать реку Шельда близ Антверпена и овладеть рубежом Тилбург — Бреда, чтобы обеспечить соединение с голландской армией.
План бельгийцев предусматривал, что участок южнее реки Маас, Льеж должны оборонять арденнские егерские и кавалерийские дивизии. На участке Льеж, Антверпен располагались 12 дивизий, используя канал Альберта, который, благодаря своей глубине, крутым откосам и отсутствию изгибов, был отличным и легко простреливаемым противотанковым препятствием. 2 дивизии бельгийцев были выдвинуты для обороны предполья на восток и северо-восток, к голландской границе. Остальные 4 дивизии занимали оборонительные позиции, предусмотренные для бельгийской армии на реке Диль между Лёвеном и Антверпеном. Оборона Льежа и канала Альберта не планировалась. Однако бельгийцы предполагали, что немецкое наступление можно будет задержать на 2—4 дня, то есть достаточно долго, чтобы выиграть время, необходимое французам и англичанам для выхода на линию Маас-Диль.
Голландия понимала, что у неё недостаточно сил для надёжной обороны 400-километровой границы от Маастрихта до Северного моря. Кроме того, ей, в отличие от Бельгии, не приходилось рассчитывать на своевременную и достаточную помощь союзных войск. Поэтому на границе были размещены лишь слабые силы без поддержки артиллерии. На южном участке границы — между городами Маастрихт и Неймеген были подготовлены к подрыву многочисленные железнодорожные и шоссейные мосты через Маас, канал Юлианы и Ваал, имеющие решающее значение для наступления немецких войск. Предусматривалась оборона лишь определённого района, названного «Крепость Голландия». С востока границей района была укреплённая линия Греббе, которая примыкала на севере к каналу Эйссел, а с юга — оборонительные сооружения от реки Ваал до Роттердама. Южнее реки Маас предполагалось временно задержать противника на линии Пел. Командование вооружёнными силами Нидерландов рассчитывало длительное время удерживать «Крепость Голландию», оборона которой могла быть ещё больше улучшена затоплением отдельных участков местности. Для обороны этого района выделялись основные силы сухопутной армии. Два армейских корпуса заняли и оборудовали линию Греббе, третий армейский корпус был расположен южнее реки Маас — близ Хертогенбос, однако в случае наступления крупных сил противника с востока он должен был использоваться не для усиления войск, обороняющих линию Пел, а вместе с лёгкой дивизией, находящейся в районе Эйндховена, выдвинуться за реку Ваал и оборонять «Крепость Голландию» с юга. 1-й армейский корпус, расположенный между Роттердамом и Лейденом, был в резерве и обеспечивал охрану аэродромов, находившихся в этом районе.

## Битва за территорию Бенилюкса

### Объявление войны Нидерландам и Бельгии
Нидерланды и Бельгия были поставлены перед свершившимся фактом: лишь после того, как немецкие войска перешли границу 10 мая, в ноте об объявлении войны им было поставлено в упрёк то, что они с самого начала войны якобы все более открыто и широко нарушали нейтралитет. Указывалось, что оба государства улучшали свои укрепления только против Германии и группировали свои силы так, что они были совершенно не в состоянии воспрепятствовать нападению другой стороны. Генеральные штабы Бельгии и Голландии якобы тесно взаимодействовали с генеральными штабами западных держав. Голландия почти ежедневно разрешала английским самолётам, направлявшимся в Германию, пролетать над своей территорией. В нотах также говорилось, что в Голландии и Бельгии идёт широкая подготовка к наступлению через её территорию английских и французских войск, и в связи с этим отмечалась широкая разведывательная деятельность офицеров западных держав в этих странах. Правительство Германии не хочет бездеятельно ожидать наступления Англии и Франции, и не может допустить перенесения военных действий через Голландию и Бельгию на территорию Германии. Поэтому оно дало приказ германским войскам обеспечить нейтралитет обеих стран. В заключение нота призывала оба государства позаботиться о том, чтобы германским войскам, которые пришли в страну не как враги, не было оказано сопротивления. В противном случае за неизбежное кровопролитие понесут ответственность правительства обеих стран.
Как и следовало ожидать, оба правительства отвергли предъявленные им обвинения и просили западные государства о помощи. Уже в 6:45 1-я французская группа армий и английский экспедиционный корпус получили приказ осуществить план «Д». Это означало, что союзные войска должны были левым крылом войти в Бельгию, а два подвижных французских соединения — выдвинуться в район Тилбург — Бреда, чтобы установить связь с голландцами.

### Вторжение в Голландию

#### Ход боевых действий
В полном соответствии с планом 10 мая в 5:30 18-я немецкая армия начала наступление. Она сразу захватила слабо оборонявшиеся северо-восточные провинции и достигла восточного берега канала Эйссел севернее позиции Эйссел. В результате стремительного наступления немецким силам удалось захватить неповреждёнными некоторые из мостов, подготовленных к взрыву, в районе Неймегена и южнее. Позиция Эйссел и линия Пел были прорваны и сданы обороняющимися в первый же день наступления. Голландские 2-й армейский корпус и лёгкая дивизия, занимавшие позиции за линией Пел, отошли за реку Ваал. Гораздо лучше оборонявшаяся линия Греббе была, однако, уже 12 мая прорвана в нескольких местах и на следующий день при поддержке пикирующих бомбардировщиков окончательно захвачена. Два голландских корпуса отошли за новый водный рубеж.
Однако самыми роковыми для голландской армии были бои, разыгравшиеся внутри «крепости Голландия». Хотя высадка воздушных десантов из состава 22-й пехотной дивизии в районе между Роттердамом и Лейденом не везде прошла успешно, а в некоторых местах даже потерпела полную неудачу и привела к тяжёлым потерям, все же десанты сковали силы 1-го голландского армейского корпуса. В общей неразберихе и из опасения высадки новых десантов для обороны были стянуты даже части гарнизона линии Греббе. Немецким парашютистам, выброшенным в районе Роттердама и Дордрехта, удалось не только отбить все атаки противника, но даже продвинуться южнее Дордрехта. Они установили связь с имевшим исключительно важное значение для дальнейших боевых действий воздушным десантом у моста близ Мурдейка. Высадившиеся там парашютисты сумели воспрепятствовать взрыву моста и до подхода 9-й немецкой танковой дивизии отбивали все атаки, в которых принимала участие и отведённая за реку Маас лёгкая дивизия. 9-я танковая дивизия выступила сразу после взятия линии Пел и быстро продвигалась вперёд, не встречая никакого сопротивления, поскольку 1-й голландский армейский корпус был отведён за реку Ваал. Вечером 12 мая её передовые подразделения прибыли в Мурдейк, а на следующий день 9-я танковая дивизия, переправившись по мосту, разгромила голландскую лёгкую дивизию, которая почти целиком попала в плен. Вторжение в «крепость Голландию» было успешно осуществлено.
Хотя части 7-й французской армии прибыли уже 11 мая в город Бреда, однако французы отказались атаковать немецкие войска, захватившие мост у Мурдейка. Они хотели сначала дождаться подхода подкреплений. За это время к Мурдейку подошла 9-я немецкая танковая дивизия и обеспечила защиту немецких парашютистов от атак противника со стороны города Бреда.
14 мая голландское командование, учитывая бесполезность дальнейшего сопротивления и угрозу воздушных налётов немецкой авиации на Роттердам и Утрехт, решило начать переговоры о капитуляции. Уже в тот же день в 21:30 огонь был прекращён. Однако, несмотря на капитуляцию, налёт на Роттердам состоялся, и в результате его город сильно пострадал и погибло много мирных жителей. Королева Нидерландов Вильгельмина была эвакуирована в Великобританию.
В течение первых пяти дней войны Нидерланды были выведены из войны и 18-я немецкая армия освободилась для действий против союзников в Бельгии.

### Вторжение в Бельгию
Немецкая 6-я армия, наступавшая южнее 18-й армии, своим стремительным и мощным наступлением должна была создать у противника впечатление, что именно здесь должен состояться главный удар немецких войск. С этой задачей она полностью справилась. Первый прорыв, в ходе которого требовалось преодолеть реку Маас и расположенную за ней южную часть канала Альберта, удался очень легко, несмотря на то, что голландцы успели взорвать важный мост в районе Маастрихта. Однако несколько других не менее важных мостов через канал Альберта были захвачены внезапными атаками немецких парашютно-десантных войск. Кроме того, тщательно подготовленный захват бельгийского форта Эбен-Эмаэль немецким воздушным десантом также увенчался полным успехом, и этот мощный форт, построенный лишь в 1935 году, не мог оказать никакой помощи войскам, оборонявшим канал Альберта.
В первый же день наступления вечером 6-я армия форсировала реку Маас и канал Альберта на широком фронте. В тот же вечер бельгийцы отвели все войска, занимавшие укрепления перед Льежем, за Маас, кроме одной дивизии, которую отправили в Лёвен. Во второй половине 11 мая войска находились уже между Льежем и Хасселтом, отступая по всему фронту к реке Диль.
16-й танковый корпус генерала Гёпнера, минуя Льеж, вышел в район севернее Намюра и 13 мая под Жамблу натолкнулся на французскую 3-ю лёгкую механизированную дивизию. Здесь произошло первое крупное танковое сражение Второй мировой войны — Битва при Анню: немцы потеряли 164 танка, французы — 104. Однако после этого упорного боя французские соединения были отброшены к оборонительным позициям на реке Диль.
Тем временем 6-я армия переправилась через Маас, продвигаясь правым флангом на Мехелен, центром на Брюссель, а левым флангом на Нивель. 14 мая передовые части 6-й армии подошли к реке Диль и установили соприкосновение с частями вышедших вперёд английских и французских армий. Теперь стало ясно, что войска левого крыла союзников осуществили ожидавшееся захождение в Бельгию. Против них нужно было ввести такие силы, которые могли бы их сковать. После того как голландцы сложили оружие, высвободилась 18-я армия, которую можно было подтянуть к правому флангу 6-й армии. Поэтому немецкое командование решило снять танковый корпус Гёпнера, действовавший в полосе 6-й армии, и использовать его в полосе группы армий «A», где решался исход войны.
Наступление группы армий «A» оправдало все возлагавшиеся на неё немецким командованием надежды. 4-я армия и танковый корпус Гота прорвали позиции бельгийской кавалерии и арденнских егерей сначала на границе, затем на реке Урт, и уже рано утром 13 мая головные части выдвинувшихся далеко вперёд танковых соединений достигли реки Маас севернее Динана. Бельгийцы отступили за Маас в район между Намюром и Льежем. В то же утро танковые дивизии, натолкнувшиеся на не ожидавших такого быстрого продвижения немецких войск французов, создали плацдарм на другом берегу Мааса и успешно отразили контратаки французских сил. 14 мая танковым частям в ряде мест удалось продвинуться на западном берегу до 15 километров. Итак, уже 14 мая река Маас прочно находилась в немецких руках.
С таким же успехом проходило и наступление 12-й немецкой армии. Наступавший в авангарде 19-й танковый корпус Гудериана (1-я, 2-я и 10-я танковые дивизии и мотопехотный полк «Великая Германия») уничтожил заграждения, сооружённые люксембуржцами на своей границе, и вечером в первый же день наступления прорвал приграничную оборону бельгийских войск. Другой — более мощный рубеж обороны между Либрамоном и Нёфшато немецкие войска преодолели 11 мая. Пытавшаяся контратаковать французская кавалерия всюду была отброшена. После этого войска Гудериана переправились через реку Семуа и вечером 12 мая передовые части трёх танковых дивизий вышли к Маасу и захватили город Седан на восточном берегу реки. Из-за столь быстрого наступления немецкие воинские части сильно растянулись, поэтому для немецкого командования было смелым решением форсировать реку Маас, на которой находилась заранее подготовленная оборонительная позиция французов. Однако, чтобы не терять время, уже в 16 часов 13 мая, при поддержке авиации, штурмовые группы начали переправляться на надувных лодках и катерах. К вечеру береговые укрепления линии Мажино были прорваны и по обе стороны Седана были созданы два небольших плацдарма, которые в течение ночи были укреплены и расширены. На следующий день под прикрытием зенитной артиллерии был наведён понтонный мост, и к вечеру три танковые дивизии уже находились на западном берегу реки Маас и начали продвижение в западном и южном направлениях.
К 4 июня Бельгия и Нидерланды были полностью оккупированы немцами.

## Северная Франция

### Вторжение на территорию Франции
10 мая группа армий «A» начала своё движение через Арденны и к 12 мая дошла до Мааса, в то время как основные силы союзников в эти два дня двигались в Бельгию, тем самым попав в капкан. В авангарде шла танковая группа (5 бронетанковых и 3 моторизованных дивизий) Эвальда фон Клейста. Севернее двигался танковый корпус Германа Гота, состоявший из двух бронетанковых дивизий. 13-14 мая немецкие войска, пройдя южную часть Бельгии, вышли на франко-бельгийскую границу.
13 мая танковый корпус Райнхардта, находившийся в составе танковой группы фон Клейста и наступавший севернее танкового корпуса Гудериана, форсировал реку Маас близ Монтерме. Таким образом, уже 14 мая семь танковых дивизий переправились через Маас. У Динана, Монтерме и Седана ещё пять моторизованных дивизий находились на подходе. Кроме того, ещё две танковые дивизии (танковый корпус Гёпнера), снятые с фронта 6-й армии, должны были через несколько дней прибыть в зону действий 4-й армии. Момент внезапности удалось полностью использовать, все трудности местности и технического осуществления операции были успешно преодолены немецкой армией.
На стокилометровом фронте между Седаном и Намюром располагались почти исключительно французские резервные дивизии первой и второй очереди. Они были не в состоянии отразить натиск немецких войск. Противотанкового оружия эти дивизии почти не имели. Против ударов с воздуха они были беспомощны. Уже 15 мая 9-я (генерал Андре Жорж Корап) французская армия, находившаяся между Седаном и Намюром, была полностью разбита и откатилась на запад. Соединения 2-й (генерал Шарль Юнцер) французской армии, которые находились южнее Седана, контратаками пытались остановить прорыв немецких войск. Когда 15 мая французское верховное командование осознало всю глубину опасности, нависшей в результате прорыва немецкими войсками обороны на Маасе не только над местными силами, но и над армиями, действовавшими в Бельгии, оно сделало все возможное, чтобы предотвратить надвигающуюся катастрофу. Французское командование ещё некоторое время надеялось, что хотя бы северный фланг 9-й армии сможет удержаться. Тогда, возможно, где-нибудь между реками Маас и Уаза удалось бы остановить наиболее опасное продвижение немецких войск по обе стороны Седана и восстановить фронт между 2-й и 9-й армиями. Однако все попытки французов потерпели неудачу из-за стремительного наступления немецких подвижных соединений и следовавших за ними вплотную пехотных дивизий 4-й и 12-й армий, расширявших фронт прорыва и укреплявших фланги немецкого клина.
У франко-бельгийской границы — в районе посёлка Бомон — брошенные в бой французские тяжёлые танки B-1bis безуспешно пытались остановить танковый корпус Гота, прорвавшийся в районе Динана.
Для 1-й французской армии, располагавшейся севернее участка прорыва, был дан приказ ввести все свои моторизованные подразделения южнее реки Самбра для удара по северному флангу прорвавшихся немецких войск. Однако выполнить этот приказ французская армия не могла, поскольку все эти соединения были уже или разбиты или связаны боями с 6-й немецкой армией. 
Попытка 2-й французской армии прорваться с юга в район плацдарма, созданного у Седана, разбилась об упорную оборону 10-й танковой дивизии корпуса Гудериана, введённой для защиты своего южного фланга.
В этой критической обстановке главнокомандующий французской армией генерал Гамелен вспомнил о приказе, который отдал маршал Жоффр в сентябре 1914 года накануне битвы под Марной. Гамелен, будучи тогда молодым офицером генерального штаба, лично присутствовал при этом в главной квартире Жоффра. Теперь Гамелен обращался к своим солдатам с такими же зажигательными словами, которые в своё время предшествовали «чуду на Марне»:

"Отечество в опасности! Войска, которые не могут продвигаться вперед, должны скорее погибнуть на том месте, где они стоят, чем уступить хоть одну пядь французской земли, оборона которой им вверена. В этот час, как и во все исторические для родины моменты, наш девиз — победить или умереть. Мы должны победить!
Однако этот приказ не достиг своей цели. Французское правительство лишило Гамелена доверия и 18 мая сместило с занимаемого им поста и назначило генерала Вейгана его преемником. Когда 19 мая Вейган прибыл во Францию из Сирии, немецкие войска продолжали беспрепятственно расширять прорыв, проходя по 50 километров и более в сутки. К вечеру 18 мая они вышли в район Мобёжа, захватили Ле-Като и Сен-Кантен и обеспечили свой южный фланг севернее Лана. Здесь, ещё 16 мая, навстречу им выступила сформированная бригадным генералом Шарлем де Голлем (будущий глава французского движения Сопротивления, а затем президент Франции) ударная группа, ядро которой составляла недавно созданная 4-я танковая дивизия. С 17 по 19 мая де Голль нанёс три удара по южному флангу немцев, которые оказались единственным успехом французов за всю кампанию, но из-за мощных комбинированных контратак и подавляющего немецкого превосходства в воздухе был отброшен через Лан на юг. Предусмотренная в плане германского командования оборона фронтом на юг быстро создавалась вдоль реки Эна. 4-я армия вслед за устремившимися вперёд танковыми соединениями также быстро продвигалась южнее реки Самбра. Она отрезала Мобёж с юга и своим левым флангом наступала в направлении на Аррас.

### План Гамелена — Вейгана
20 мая Гамелен передал командование союзными вооружёнными силами своему преемнику Вейгану. За день до этого он отдал приказ, представляющий собой последнюю попытку предотвратить угрозу окружения армий в Бельгии. Исходя из того, что широкая брешь уже не могла быть закрыта фронтальным контрударом, он приказал перейти к наступательным действиям с севера и с юга, чтобы таким путём добиться восстановления разорванного фронта. 1-я группа французских армий, действовавшая в Бельгии, уже начала проводить мероприятия по осуществлению этого плана. Армии, вначале выдвинувшиеся до рубежа Намюр, Антверпен, 16 мая под сильным натиском немецких армий, отступили вместе с бельгийцами за реку Дандр, а 19 мая — за реку Шельда. Одновременно с этим англичане начали снимать с фронта войска, чтобы создать на юге оборонительную позицию, которая первоначально тянулась от Денена до Арраса. Отсюда и можно было предпринять запланированный Гамеленом удар на юг. Ещё 16 мая генерал Морис Гамелен, чтобы заткнуть брешь в обороне, приказал создать из дивизий генерального резерва и крепостных частей укреплённых районов новую 6-ю армию. Эта армия находилась напротив немецких частей, прикрывавших южный фланг немецких танковых корпусов. Она занимала позиции вдоль канала Уаза-Эна и с продвижением немецких войск постепенно растягивалась до района южнее Лана. Правый фланг 6-й армии примыкал ко 2-й армии, а левее предполагалось расположить также новую 7-ю армию, которая должна была организовать оборону по Сомме до Ла-Манша. Две новые армии (6-я и 7-я) объединялись в новую, 3-ю группу армий. Эти армии по плану должны были наносить удар в северном направлении. Расстояние от Перонна до Арраса, куда подходили английские войска, составляло всего 40 километров. Если бы до 22 мая удалось как в районе Арраса, так и у Соммы собрать достаточные силы и начать наступление с севера и с юга, то эти силы могли бы ещё соединиться и остановить прорвавшиеся немецкие войска.
Генерал Вейган принял план своего предшественника и доложил его на совещании в Париже, на котором присутствовал Черчилль. Вейган потребовал неограниченной поддержки со стороны английской авиации, которая имела бы решающее значение для достижения успеха, и предложил хотя бы временно отказаться от воздушных налётов на Гамбург и Рурскую область, поскольку это не оказывает непосредственного влияния на ход военных действий. Черчилль принципиально согласился, но обратил внимание на то, что английские истребители, базирующиеся на аэродромах в Англии, могут находиться над районом боевых действий не более 20 минут. Предложение о переброске английских истребительных частей во Францию он отклонил.
Однако осуществление французских замыслов не пошло дальше слабых попыток. Дивизии, предназначавшиеся для формирования новой 7-й армии, прибывавшие частично с линии Мажино, частично из Северной Африки, сильно запаздывали, так как с 17 мая немецкая авиация стала наносить мощные удары по железным дорогам. Таким образом, создание немецкого оборонительного рубежа, обращённого фронтом на юг, осуществлялось быстрее, чем сосредоточение новой французской армии, так что немцам даже удалось захватить несколько плацдармов на реке Сомма, которые сыграли большую роль в ходе последующих боёв за Францию. Французская 7-я армия, несмотря на все настояния французского главнокомандующего начать наступление хотя бы частью сил, совершенно не старалась предпринять активных действий. Об организации же крупного наступления вообще не могло быть и речи. Активные действия войск генерала де Голля в районе Лана представляли собой единственную попытку выступить с юга навстречу прорвавшимся немецким войскам.
Гораздо более энергичными были направленные на восстановление связи с югом действия 1-й группы армий, которой грозило окружение, и особенно действия английских войск. Командующий группой армий генерал Бийот и главнокомандующий английскими войсками лорд Горт договорились выделить по две дивизии, которыми они 21 мая во второй половине дня хотели нанести контрудар по обе стороны от Арраса. Однако в действительности англичане к середине этого дня предприняли контратаку южнее Арраса только одним пехотным полком, усиленным двумя танковыми батальонами (танки Матильда I, потери — 60 машин из 88). Эти действия развёртывались успешно, и в полосе 4-й немецкой армии создалось затруднительное положение. Вначале оно расценивалось как очень серьёзное, но уже к вечеру в результате массированного использования пикирующих бомбардировщиков и истребителей критическое положение было ликвидировано. Наступательные действия французов, которые должны были вестись наряду с действиями англичан, не были осуществлены, так как французские дивизии не успели подойти на направление удара. Потери немцев составили 30 танков и 600 чел.
На следующий день англичане в районе Арраса продолжали удерживать свои позиции, однако французы так и не перешли в наступление, в связи с этим британским войскам был отдан приказ отходить. Таким образом, план Гамелена — Вейгана закончил своё существование прежде, чем его начали по-настоящему осуществлять.

### Завершение окружения антигерманских сил
Уже с 17 мая английский главнокомандующий со все возрастающим опасением следил за развитием событий во Франции. В этот день он впервые намекнул на возможность эвакуировать свои войска из Франции морским путём, и уже на следующий день ясно высказал эту мысль. Однако в это время английское правительство ещё настаивало на попытке прорыва на юг. Но и тогда оно рассчитывало на то, что, по крайней мере, отдельные части могут оказаться оттеснёнными к морю, и приказало на этот случай начать необходимые приготовления в Англии. Между тем, у главнокомандующего английскими войсками во Франции не только усилились опасения относительно хода боевых действий, но и уменьшалось доверие к своим французским и бельгийским союзникам. 22 мая он заявил, что в связи с сократившимся подвозом нельзя рассчитывать на повторные попытки прорвать кольцо окружения ударом с севера, намекнув, что освобождение окружённых войск должно прийти с юга. Тем временем командование французской армии поняло, что его план не может быть осуществлён. Поэтому 1-й группе армий было приказано удержать как можно больший плацдарм в районе Дюнкерк, Кале.
Немецкие соединения, почти не понёсшие никаких потерь под Аррасом, продолжали развивать удар на северо-запад. 20 мая они достигли Амьена и Абвиля, на следующий день они захватили Сен-Поль и Монтрей. Северо-западнее Абвиля первое немецкое подразделение — батальон 2-й танковой дивизии — вышло к морю. В то время как войска второго эшелона обеспечивали прикрытие на Сомме вплоть до её устья против 10-й французской армии, которая, как предполагали немцы, находилась за этим рубежом, танковые соединения повернули на север и северо-восток, чтобы, продвигаясь левым флангом вдоль Ла-Манша, прорвать с юго-запада создаваемое противником предмостное укрепление.
23 мая были окружены города Булонь и Кале, на следующий день танковые дивизии Гудериана и Райнхардта стояли перед рекой Аа между городами Сент-Омер и Гравлин. Головные танковые части произвели разведку до Бетюна и Ланса, где британские войска и 1-я французская армия, находившиеся ещё на большом расстоянии от побережья, двигались навстречу наступающей 4-й немецкой армии. В Кале до 26 мая героически сражались британская 30-я пехотная бригада, танковый батальон и сводные французские подразделения.
Англичане и французы развили лихорадочную деятельность, стремясь создать оборону у канала Ла-Бассе и на противоположном берегу реки Аа. В этой обстановке танковые дивизии, наступавшие вдоль побережья Ла-Манша, 24 мая получили непонятный для них приказ Гитлера: остановиться на достигнутом рубеже и отвести назад части, продвинувшиеся на Азбрук. Этот приказ, который привёл к спасению основных сил английского экспедиционного корпуса и части окружённых вместе с ним французских войск, стал с тех пор предметом самых оживлённых споров. Согласно утверждению Франца Гальдера, бывшего в то время начальником Генерального штаба вермахта, Гитлера на тот момент больше беспокоила возможность удара со стороны Парижа войск численностью в 400—500 тыс. человек. Немецкие части могли только наблюдать, как англичане и французы создавали оборону и производили погрузку на суда. 26 мая танковым дивизиям было разрешено вновь начать активные боевые действия, однако вслед за тем пришёл приказ сменить все танковые дивизии прибывшими моторизованными дивизиями и отвести их для выполнения других задач. В любом случае, большинство атак люфтваффе позднее были отражены английскими истребителями, действовавшими с баз в Южной Англии: на 106 уничтоженных британских самолётов пришлось 140 немецких.
После 25 мая перед окружёнными союзными войсками стояла только одна задача — обеспечить и осуществить эвакуацию. Несмотря на то, что наступление немецких танковых частей было приостановлено, положение союзников оставалось тяжёлым, потому что обе армии немецкой Группы армий «В» (18-я и 6-я) в ходе тяжёлых боёв к 25 мая форсировали реку Шельда и теперь вели наступление на реку Лис. Связующим звеном между 6-й армией на Шельде и танковыми корпусами между Бетюном и морем служила 4-я армия. Вместе со своими танковыми корпусами Гёппнера и Гота она преследовала остатки разбитой 9-й французской армии и введённые для её поддержки соединения, окружила и уничтожила в районе юго-западнее Мобежа сильную французскую группировку, овладела с тыла самой крепостью и затем зажала в тиски силы противника, выдвинувшиеся далеко вперёд восточнее и южнее Лилля.
25 мая немецкие войска предприняли наступление на реке Лис у Менена и вбили глубокий клин между бельгийцами и англичанами. В тот же день французы вывели ещё находившиеся в Бельгии войска, чтобы использовать их для поддержки своих сил на юге. Предоставленные самим себе бельгийцы в следующие два дня в результате охватывающих ударов немецких войск были оттеснены ещё дальше к побережью. 27 мая измотанные, в полном беспорядке отступавшие соединения оказались в совершенно безнадёжном положении: они были прижаты к морю и занимали район всего 50 км шириной и 30 км глубиной, который к тому же был весь забит беженцами. Бельгийский король Леопольд III, оставшийся при своей армии в то время, как его правительство выехало в Лондон, понимал, что его армия не может избежать уничтожения. Для её спасения морем через порты Остенде и Зеебрюгге ничего не было подготовлено. Король не хотел терять армию, но вместе с тем он считал, что долг монарха не позволяет ему последовать за своим правительством. Поэтому он решился остаться с армией и предложить капитуляцию. 27 мая в 17:00 парламентёр пересёк линию фронта, в 23:00 был подписан акт о капитуляции, а в 4 часа утра следующего дня был прекращён огонь.
Благодаря принятым заранее мерам капитуляция Бельгии не отразилась пагубным образом на положении французских и английских войск. Предвидя капитуляцию, союзники заняли рубеж Ипр, Диксмюд, Ньивпорт для защиты своего восточного фланга. После выхода Бельгии из войны союзные войска занимали узкий, примыкавший к морю район шириной около 50 км. Этот район тянулся в юго-восточном направлении на 80 км и заканчивался за Лиллем. Французские войска всё ещё надеялись прорваться на юг и поэтому не хотели оставлять район южнее Лилля. 
В ночь на 28 мая пять английских дивизий оставили позиции южнее реки Лис. Отступление британских войск за рубеж реки Лис создало тяжелую обстановку для французской 1-й армии в районе Лилля. В 23:00 28 мая французский генерал де ла Лоранси также начал отводить свой 3-й корпус и кавалерию. В эту ночь генерал Бланшар отправил телеграмму Вейгану, чтобы сообщить, что Горт по собственной инициативе дал указание об отводе его армии на Дюнкерк и что в результате этого фланг 1-й французской армии оказался открытым. Утром 28 мая немецкими войсками было предпринято наступление с северо-востока и юго-запада одновременно. Тем самым, немецкие силы отрезали путь отступления двум французским армейским корпусам, которые были окружены возле Лилля и после трёхдневных боёв в пригородах, 1 июня они капитулировали.

### Операция «Динамо»
После того, как 20 мая 1940 года немецкие танковые соединения прорвались к Абвилю, кабинет Черчилля и Британское адмиралтейство решили эвакуировать части британского экспедиционного корпуса на Британские острова.
Для эвакуации командование союзников мобилизовало все имевшиеся в наличии корабли военно-морского и торгового флота: 693 английских и около 250 французских.
24 мая 1940 года Гитлер отдал приказ немецким танковым дивизиям, наступавшим вдоль побережья Ла-Манша остановить наступление на рубеже канала Аа и отвести назад части, продвинувшиеся на Азбрук. Это дало франко-британским силам необходимое время для создания обороны вокруг Дюнкерка.
Вечером 26 мая 1940 года британский экспедиционный корпус получил приказ о эвакуации.
Эвакуация из района Дюнкерка проходила рассредоточенно. Погрузка войск на крупные корабли британского военно-морского и торгового флота проходила в порту Дюнкерка, однако войска на побережье создали нескольких импровизированных причалов, к которым могли швартоваться небольшие корабли британского вспомогательного флота. Кроме того, под прикрытием кораблей британского военно-морского флота мелкие корабли и катера подходили к побережью, и солдаты добирались до них на лодках.
4 июня эвакуация завершилась. Всего в ходе операции «Динамо» с французского побережья в районе Дюнкерка было эвакуировано 338 226 военнослужащих союзных франко-британских войск. При этом, было брошено практически всё тяжёлое вооружение, техника и снаряжение.
Во время операции «Динамо» франко-британские части начали наступление с юга, чтобы помочь окружённому Дюнкерку. К операции помимо пехотных соединений были привлечены силы трёх французских танковых и британской 1-й бронетанковой дивизии. С 27 мая по 4 июня шли упорные бои за немецкий плацдарм у Абвиля, но войска наступающих не добились успеха и прекратили операцию.

## Битва за Францию
Немецкая армия, действуя практически идеально, менее чем за месяц смогла разгромить бельгийские, голландские, британские экспедиционные и самые боеспособные французские войска. Были захвачены Северная Франция и Фландрия. Французы были деморализованы, в то время как немцы уверовали в свою непобедимость. Окончательный разгром Франции был делом времени.
5 июня немецкие войска перегруппировались в соответствии с довоенными планами. Группа армий «В» расположилась на западе, вдоль Соммы, до Буржуа, группа армий «A» дислоцировалась от Буржуа до Мозеля, группа армий «С» находилась на востоке, доходя своим левым флангом до швейцарской границы. Им противостояли три французские группы армий: 3-я (генерал Бессон) — от океанского побережья до Ремса, 4-я (генерал Юнцигер) — от Мааса до Монменди, 2-я (генерал Претелаа) — за линией Мажино. В полосе от океанского побережья до Линии Мажино, которые занимали 3-я и 4-я группы армий, находилась т. н. «Линия Вейгана», которая укреплялась с момента прорыва немецких войск к Абвилю 20-го мая.
Во французских войсках оставалось 59 потрёпанных, недоукомплектованных и плохо оснащённых дивизий, с французами остались 2 британские и 2 польские дивизии. Таким образом 136 немецким дивизиям противостояли всего 63 дивизии Союзников.
После ожесточённых боёв 5-9 июня группа армий «В», прорвав оборону французской 10-й армии, вышла к Сене и повернула к побережью, прижав 10-й корпус французов и 51-ю шотландскую «горную» дивизию, до сих пор остававшиеся на материке. Эти части сдались уже 12 июня. Восточные части 3-й группы армий держалась крепче, но 8 июня они были отведены к Парижу. Танковые части группы армий «A», усиленные танками группы армий «В», прорвали позиции 4-й французской армии у Шалон-сюр-Марна и двинулись на юг, а танки Клейста форсировали Марну у Шато-Тьерри. Немецкие войска оказались в пригородах Парижа, всего в нескольких десятках километров от столицы, и 14 июня Париж был сдан без боя. Французское правительство бежало в Бордо.

## Участие Италии
10 июня итальянский диктатор Бенито Муссолини, поняв, что поражение Франции неизбежно, объявил ей войну. Итальянская группа армий Вест («Запад») принца Умберто Савойского, насчитывавшая 323 тысячи человек, объединённых в 22 дивизии, имевшая 3 тысячи орудий и миномётов, начала наступление. В резерве находилась 7-я армия и танковые части. Противостоявшая им альпийская армия генерала Ольдри имела 175 тысяч человек, но зато занимала очень выгодные позиции. Атаки итальянцев были отражены, лишь на юге они смогли незначительно продвинуться вглубь. 21 июня, в день подписания капитуляции, наступавшие тремя колоннами уже 32 итальянских дивизии были остановлены. Кампания стала провалом итальянской армии, вступление Италии во Вторую мировую войну можно назвать не иначе как «победным конфузом».
После сдачи Парижа у французов не оставалось ни войск, ни резервов для дальнейшего сдерживания немцев. Фронт был прорван во многих местах, и к 17 июня немцы дошли до Луары. Всё океанское побережье вплоть до Шербура было захвачено. Группа армий «С» наконец начала мощное наступление (14-15 июня), достигшее успеха: Линия Мажино была прорвана и 2-я группа армий оказалась полностью окружённой. Отрезанные за линией Мажино французские части сдались 22 июня.

## Капитуляция Франции
Французы отчаянно сопротивлялись, но немцы раз за разом прорывали наспех занятые линии обороны: 19 июня была форсирована Луара, последняя надежда остановить немцев на пути к южной Франции.
Мнения в парламенте разделились, рассматривали два варианта: дальнейшее сражение и капитуляция. Дальнейшее сражение могло привести к двум из предложенных вариантов: эвакуироваться из Франции в Алжир и колонии и продолжить сопротивление оттуда (в колониях было ещё множество солдат и техника), второй план предусматривал отступление с боями до самого юга Франции и выравнивание линии фронта по природным барьерам, при этом по всей стране планировали начать всенародное восстание против Германии, а на захваченной территории планировали развернуть масштабное партизанское сопротивление. С согласия генерала де Голля и некоторых французских политиков английское правительство составило «Декларацию о союзе» и 16 июня предложило правительству Франции принять её. Декларация предусматривала создание франко-британского союза c единым правительством, едиными вооружёнными силами и единым гражданством для обеих наций. Депутаты отказались даже рассмотреть английское предложение, обвиняя английское правительство в намерении установить таким образом опеку над Францией и захватить её колонии. Было принято решение прекратить сопротивление и капитулировать перед Германией. Известие о том, что новое правительство вступает в переговоры с врагом, окончательно деморализовало французскую армию. Между тем гитлеровцы не торопились с ответом, намереваясь захватить большую территорию, ответ немецкого руководства последовал лишь 21 июня.
22 июня в Компьенском лесу, в том же вагоне, в котором было подписано перемирие 1918 года, на встрече Гитлера и генерала Хюнтцигера был подписан акт о капитуляции (Компьенское перемирие 1940 года). 24 июня на вилле Инчеза (около Рима) был подписан акт о капитуляции Франции перед Италией. Однако на фронте после актов капитуляции ещё не все стихло. Гарнизоны в укреплениях линии Мажино частично продолжали сопротивление до 25 июня. 45-й корпус в полном составе перешел швейцарскую границу и был интернирован.
Согласно условиям капитуляции, 3/5 территории Франции были отданы под управление Германии. Французские войска были разоружены, а содержать немецкие оккупационные войска должны были сами же французы. Италия получала территорию площадью в 832 км². Французский флот (7 линкоров, 18 крейсеров, 48 эсминцев, 71 подводная лодка и другие суда) должен был быть разоружён под контролем Германии и Италии.

### Причины быстрого поражения французов

#### Танки
Поражение французской армии не было обусловлено исключительно превосходством германских танков. Только один тип германских танков, Panzer IV (в советской историографии T-IV), вооружённый 75-мм орудием, мог тягаться с французскими тяжёлыми танками Char B, тогда как остальные Panzer I, II и III (в советской историографии T-I, Т-II, T-III соответственно) были либо устаревшими, либо недостаточно мощными. Было несколько других причин такого успеха германского танкового оружия (по версии французов), например, каждый германский танк (кроме танкеток Panzer I) был оборудован рацией (приёмником-передатчиком), что в боевых условиях помогало в координации боевых действий и позволяло быстро и эффективно направить танковые силы туда, где они в этот момент необходимы больше всего. К тому же все танки участвовали в боевых действиях в составе укомплектованных независимых подразделений и не были приписаны к пехотным частям. И последнее, но не менее важное, это то, что все танковые подразделения находились под командой офицеров, которые были обучены и натренированы самим создателем германских бронетанковых сил — Гейнцем Гудерианом.

#### Стратегия и тактика
По мнению английского историка Б. Х. Лиддел-Гарта, основной причиной неудач Англии и Франции было отставание в области военной теории и излишняя самоуверенность:
Решение вопроса всецело зависело от фактора времени. Контрмеры французов оказывались безуспешными, ибо они, как правило, опаздывали, не поспевая за быстро меняющейся обстановкой. Это объяснялось тем, что авангард немецких войск продвигался вперед значительно быстрее, чем французское и даже немецкое командование могло предполагать. Воспитанные на традициях медленных темпов развития военных действий в период Первой мировой войны, французы психологически не могли приспособиться к новым условиям, и это явилось причиной того, что французские войска были так быстро парализованы.

Наибольшая слабость французов заключалась не столько в недостатке или плохом качестве вооружения, сколько в отсталости их военной теории. Их взгляды на ведение войны развивались медленнее по сравнению со взглядами их противников. Как часто бывает в истории, победа в одной войне порождала самодовольство и приводила к консервативности во взглядах, что и являлось причиной поражения в следующей войне.
Современные историки тоже нередко соглашаются с мнением об отсутствии «тактической гибкости» у Франции, удар Гудериана через Арденны отсёк от снабжения и поймал в котёл лучшие силы французской армии, из-за того что приказы французской армии в основном отдавались через курьеров (что делало процесс достаточно медленным) мобилизовать новые силы на не занятой территории (в том числе и колониях) было весьма затруднительно, что в конечном итоге привело к победе немецкого блицкрига.

#### Настроения французов
В Первой мировой войне Франция понесла огромные человеческие потери. Она потеряла более 7 % населения. При том, что демографическая ситуация и так была очень сложной. Утраты населения в период наполеоновских войн были восстановлены только в конце XIX века. Все это, а также большие материальные потери в период 1914-18 гг., обусловило господствующее представление о войне во французском обществе как крайне нежелательном явлении. 1930-е годы для Франции были годами непрерывных политических кризисов и постоянных смен правительств. Особенно негативное влияние оказали усиливающиеся левые движения. Коммунисты и социалисты, всячески способствовали демилитаризации страны и уменьшению финансирования армии. В назревающем напряжении в Европе они ратовали за разоружение и «мир», но повлияло это на ослабление оборонного потенциала только самой Франции. Политика умиротворения в межвоенное время имела значительную поддержку. Большинство населения, как во Франции, так и в Великобритании, положительно относилось к подписанию Мюнхенского соглашения, отдавшего Судетскую область Чехословакии Германии. Также негативной реакции не вызвал аншлюс Австрии. Поэтому, когда в июне 1940 года была подписана капитуляция французской армии, как отмечали многие современники, у большинства французов вырвался вздох облегчения: «Наконец-то война закончилась».

## Потери
Франция и её союзники
Французская армия в результате войны потеряла около 300 000 человек убитыми и ранеными. Полтора миллиона было взято в плен. ВВС и танковые силы были частично уничтожены, частично встали на вооружение вермахта. Французская эскадра в порту Мерс-эль-Кебир была обстреляна и потоплена англичанами 3—6 июля 1940 года.
По другим данным, общие потери союзников убитыми и ранеными составили 390 тыс.; 2 млн попали в плен.
Германия
Немецкие войска потеряли 45 218 человек убитыми и пропавшими без вести и 111 034 ранеными. По другим данным, общие потери немцев убитыми и ранеными — 177 тыс., из них 27 тыс. — убитыми.

## Реакция
Британия
Уинстон Черчилль, только что получивший пост премьер-министра, и большая часть его кабинета отказались идти к мирному соглашению с Гитлером. 4 июня, Черчилль в речи, вошедшей в историю под названием «Мы никогда не сдадимся!» призвал нацию к обороне от возможного вторжения.
СССР
В своих мемуарах Хрущев описывает панику, охватившую Сталина, когда новость о падении Парижа достигла Кремля; Сталин, вспоминает он, «сыпал отборной русской бранью, утверждая, что Гитлер теперь, наверняка, проломит нам череп».
Для отражения возможного нападения Сталин принял решительные меры:  Ворошилова сменил на посту комиссара обороны Тимошенко, получивший звание Маршала Советского Союза. В армии были восстановлены дореволюционные офицерские звания и освобождены из заключения около 4000 командиров, арестованных в ходе репрессий в РККА, которые заняли командные посты. Среди освобожденных был, в частности К.К. Рокоссовский, которому поручили командовать механизированным корпусом. Среди 1000 офицеров, получивших в июне повышение, были К.А. Мерецков и Г.К. Жуков. Звание генерал-лейтенанта получили Конев, Ватутин, Еременко, Соколовский, Чуйков, Голиков.  Было восстановлено пострадавшее во время чисток высшее командование военно-морского флота — Н.Г. Кузнецов был назначен главнокомандующим ВМФ, звания адмирала были присвоены Л.М. Галлеру и И.С. Исакову. В августе 1940 года был принят новый Дисциплинарный Устав. «Коммунистическая сознательность» уступила место традиционным требованиям дисциплины. Были восстановлены все традиционные воинские ритуалы, прежде всего отдача чести. Вслед за этим последовала отмена двоевластия, лишившая политкомиссаров контроля над командирами.